# Freeman Street
Freeman Street è una fermata della metropolitana di New York situata sulla linea IRT White Plains Road. Nel 2019 è stata utilizzata da 1 358 821 passeggeri.
È servita dalla linea 2, sempre attiva, e dalla linea 5, sempre attiva tranne nelle ore di punta e di notte.